# باتي هايز
باتي هايز (بالإنجليزية: Patty Hayes)‏ هي لاعبة غولف أمريكية، ولدت في 12 يناير 1955.

## وصلات خارجية
- باتي هايز على موقع رابطة لاعبات الغولف المحترفات (الإنجليزية)